# 范文虎墓
范文虎墓位于中国浙江省宁波市海曙区集士港镇四明山村庙夹岙自然村北侧，民国墓葬，墓坐北朝南，为圆墓，由墓穴、祭台两部分组成，墓前祭台呈半圆形，由方形石板铺就，两侧设弧形护栏，圆角望柱，墓前曾设有墓标柱两根，已毁，2010年9月公布为鄞州区文物保护单位，2018年12月28日因行政区划调整公布为海曙区文物保护单位。